# ZVI FALCON
ZVI FALCON（ツビ ファルコン）は、チェコ共和国の大型ボトルアクション式狙撃銃。
1600mの距離にある軽装甲車やヘリコプターなどの目標を破壊するために設計されており、ハンガリーのゲパードなどの主に東側諸国で使用されている12.7x108mm弾用のOP96と、バレットM82などの主に西側諸国で使用されている12.7x99mm NATO弾用のOP99という2つのモデルがある。
民間、軍事関係、空港、発電所などの戦略的防衛に使用され、空挺部隊や対テロなども考慮して設計されている。

## 概要
設計自体は対物ライフルとしては二脚があるシンプルな設計となっているが、ツール無しで分解や組み立てが出来る設計になっている。
特徴として、マズルブレーキにより反動を約75%軽減させられるとしている。
マガジンを対塵カバーに交換でき、様々な状況下で動作可能とされている。
サイトは2種類あり、日中用のサイト（ZD10x50）と夜間用の光学サイト（ZN 6x）がある。
オプションで空挺用のケースがあり、輸送ケースとしても問題なく使用できる。
また砂漠やジャングルのカモフラージュ用のバックパックもある。

## 登場作品
『SIMPLE2000シリーズ Vol.105 THE メイド服と機関銃』
FLCNという名称で登場、主人公ユウキが使用。